# Jan Peter Straka von Nedabylic
Jan Peter Straka von Nedabylic, tschechisch Jan Petr Straka z Nedabylic (* 6. März 1645 in Neustadt an der Mettau, Königgrätzer Kreis; † 28. September 1720 in Liebtschan, mit vollem Namen Jan Peter Straka von Nadabylic und Libčany), war ein tschechischer Aristokrat und Philanthrop. Zudem war er Geheimrat und Kämmerer des Königreichs Böhmen sowie Stifter der Straka-Akademie, einem Internatsgymnasium für verarmte Adlige auf der Prager Kleinseite. Das neubarocke Gebäude ist heute Amtssitz der Regierung der Tschechischen Republik.

## Kindheit und Jugend
Jan Peter Straka entstammte der wohlhabenden Familie der Strakas aus Neustadt an der Mettau im Adlergebirge, die zur böhmisch-mährischen Volksgruppe der Vladiken (auch Lechen) gehörte. Hier erhielt er eine gute Bildung vermutlich durch einen Hauslehrer. Als junger Mann unternahm er Bildungsreisen, u. a. nach Frankreich.
Nach der Rückkehr in die Heimat trat er das Erbe seines Onkels an, welches er durch den Ankauf weiterer Güter vermehrte. Zu seinem Grundbesitz zählten u. a. auch Güter in Liebtschan, Okrauhlitz, Studnice und Zábrodí. Die genannten Orte führen noch heute den Straka-Hahn in ihren Gemeindewappen.
Im Jahre 1692 stieg Straka in den Herrenstand auf, wurde geadelt und erhielt schließlich den Titel eines Grafen.

## Straka-Stiftung
Am Hof des Königreichs Böhmen diente Straka als königlicher Geheimrat und Kämmerer. 1695 erwarb er ein Anwesen am Maltézské náměstí auf der Prager Kleiseite, die später seine Stiftung, die Straka-Akademie, beherbergen sollte.
Diesbezüglich verfügte er als letzten Willen in seinem Testament vom 18. Februar 1710: „Für den Fall des erlöschen seiner Adelsfamilie, Einrichtung und Unterhalt eines Internatsgymnasiums als Bildungseinrichtung für Kinder verarmter Adelsfamilien“. Die Stiftung selbst wurde jedoch erst 1814 wirksam.

## Familie
Jan Peter Straka war verheiratet und hatte mehrere Kinder. Die Familie Straka galt als langlebig. Einer der Söhne, Petr Mikuláš, avancierte 1697 beim Königshof zum Oberschreiber und Sohn Jan Karel wurde 1732 in den Grafenstand erhoben. 
Die Familie Straka galt allgemein als Langlebig. So erreichte Petr Mikuláš ein Alter von 98 Lebensjahren und Heřman Pavel wurde 91 Jahre alt. Dessen ungeachtet erlosch die Familie Straka zu Beginn des 19. Jahrhunderts, worauf der Weg für die Straka-Stiftung gemäß Vermächtnis des Jan Peter Straka frei wurde.

## Tod

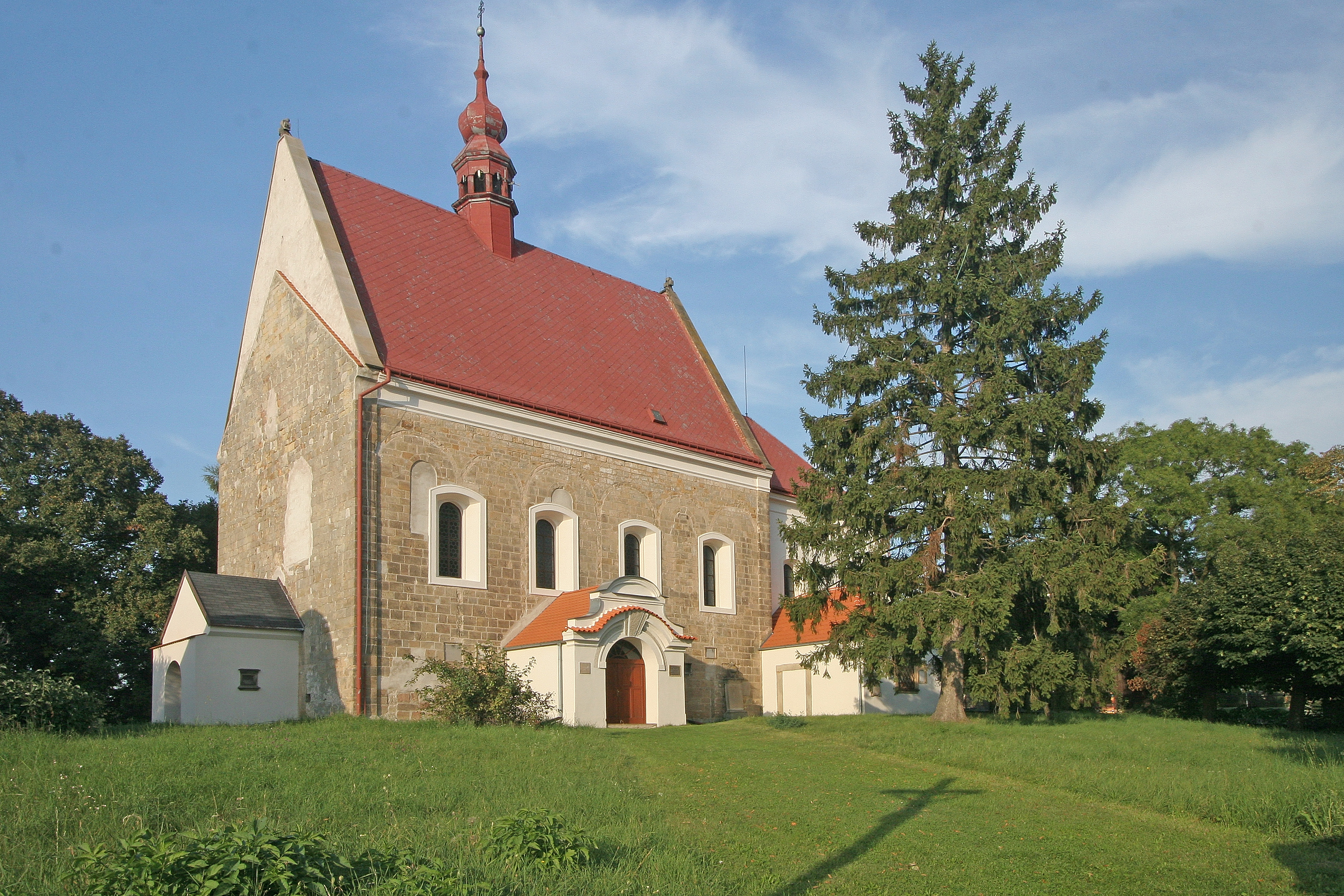
Mariä Himmelfahrt, letzte Ruhestätte von Straka

Jan Peter Straka starb am 28. September 1720 in Libčany; vermutlich auf der Burg Libčany. Seine letzte Ruhestätte fand er in der Krypta der Kirche Mariä Himmelfahrt. Das Grabmal wurde von den Bildhauern Matthias Bernhard Braun und Georg Pacák geschaffen.